# Kverneland Group Kerteminde
Kverneland Group Kerteminde A/S er en dansk producent af landbrugsmaskiner med maskinfabrik og hovedkvarter i Kerteminde. De har i dag produktion i 10 lande og virksomheden er siden 1993 en del af Kverneland Group. På fabrikken i Kerteminde har de 50.000 m2 produktionshal, hvor de producerer disc movers, slåmaskiner og ballehakkere. De har ca. 500 ansatte, og de omsætter for ca. 1 mia. kr. (2023). 

## Historie
Taarup Maskinfabrik blev grundlagt i 1877 af smedemester Hans Simon Larsen (1851-1909) i landsbyen Taarup lidt nord for Kerteminde. Senere flyttede produktionen af landbrugsmaskiner til Kerteminde. I flere år producerede de radrensere og grønthøstere. I 1993 blev virksomheden overtaget af Kverneland Group, hvorefter den skiftede navn til Kverneland. I 1999 skiftede de navn til Kverneland Kerteminde.